# Port lotniczy Parakou
Port lotniczy Parakou (IATA:  PKO; ICAO: DBBP) – port lotniczy zlokalizowany w benińskim mieście Parakou. Został otwarty w 1978 roku.

## Kierunki lotów i linie lotnicze
| Linia Lotnicza | Kierunek  |
| -------------- | --------- |
| Benin Airlines | 1. Kotonu |